# Calliteara
Calliteara é um gênero de traça pertencente à família Arctiidae.